# 김유영 (1986년)
김유영(1986년 12월 13일 ~ )는 대한민국의 연극 배우이자 뮤지컬 배우이다.
동서대학교 뮤지컬과에서 뮤지컬 전공을 하였다. 2009년 뮤지컬 《스프링 어웨이크닝》을 통해 데뷔하여 여주인공 "벤들라" 역을 맡았다.
그 후 2010년 연극 《너와함께라면》을 거쳐 2011년에 《늑대의 유혹》의 여주인공인 정한경 역으로 트리플 캐스팅되었다.  2011년에 뮤지컬 《막돼먹은 영애씨》에서 야심많은 악녀 '김태희'역을 맡았다.

## 연기 활동
뮤지컬
- 2013년 《넥스트 투 노멀》
- 2011년 《막돼먹은 영애씨》
- 2011년 《늑대의 유혹》
- 2009년 《스프링 어웨이크닝》

연극
- 2010년 《연극열전3-너와 함께라면》

## 수상 경력
- 2008년 제 2회 대구 뮤지컬 어워즈 대학생 부문 여자연기상

## 관련 기사
- (포토)'야심 많은 악녀' 김유영
- 뮤지컬 ‘늑대의 유혹’, 욕심 많은 신인 배우 ‘김유영’
- 한없이 투명한 다중 소녀, 김유영[깨진 링크(과거 내용 찾기)]
- (포토)김유영, 아자아자 화이팅!
- 김유영, "뮤지컬과 연극은 많이 다른것 같아요"[깨진 링크(과거 내용 찾기)]
- 워크숍서 발견한 또 하나의 뮤지컬 스타 김유영
- (포토)기대되는 신예, 김유영